# Limàcids
Els limàcids (Limacidae) són una família de mol·luscs gastròpodes pulmonats, que inclou diverses espècies de llimacs de terra.

## Distribució
Els representants d'aquesta família es troben al nord d'Àfrica, Europa, Amèrica, centre d'Àsia, i algunes espècies han estat introduïdes a altres continents.

## Descripció
La mida dels llimacs de la família Limacidae oscil·la entre 45 i 200 mm, tenen el cos molt allargat i agusat posteriorment. L'escut està a la part posterior del cos i és de menor mida que la longitud del cos. La superfície del mant o escut està recoberta per solcs concèntrics, visibles sòls en els espècimens vius. El pneumostoma es troba en el terç posterior del mant, i no té solcs o cercles visibles. Sempre existeix una quilla mediodorsal posterior, que mai arriba fins al mant. La sola està dividida en tres zones longitudinals, amb solcs transversals.
La coloració del cos és variable, pot ser monocromàtica, o amb taques, o amb línies, o amb dibuixos en forma de xarxa. El mucus del cos és molt fluid, hialí o groguenc.
La conquilla està molt aixafada, és fina, asimètrica, amb la zona embrionària a la part posterior i a l'esquerra de l'eix longitudinal.

## Gèneres
Els gèneres inclosos en la família Limacidae:
- Ambigolimax Pollonera, 1887

- Bielzia Clessin, 1887
- Caspilimax P. Hesse, 1926
- Eumilax O. Boettger, 1883
- Gigantomilax O Boettger, 1883
- Lehmannia Heynemann, 1863
- Limacus Lehmann, 1864
- Limax Linnaeus, 1758
- Malacolimax Malm, 1868
- Metalimax Simroth, 1896
- Svanetia P. Hesse, 1926
- Turcomilax Simroth, 1902